# Новые Карамалы (Миякинский район)
Новые Карамалы (баш. Яңы Ҡарамалы) — село в Миякинском районе Республики Башкортостан Российской Федерации. Административный центр Новокарамалинского сельсовета.

## География

### Географическое положение
Расстояние до:
- районного центра (Киргиз-Мияки): 9 км,
- ближайшей ж/д станции (Аксёново): 42 км.

## Население
| 2002 | 2009 | 2010 |
| ---- | ---- | ---- |
| 658  | ↘630 | ↘576 |

Национальный состав
Согласно переписи 2002 года, преобладающая национальность — чуваши (97 %).

## История
В 2007 году на пост главы был избран Клементий Степанович Павлов, который завершил свои полномочия в 2011 году. В том же 2011 году главой был избран Иван Владимирович Павлов, и он продолжает осуществлять свои обязанности по сей день.

## Религия
В селе есть православная церковь Троицы Живоначальной.